# Final Fantasy XII: Revenant Wings
Final Fantasy XII: Revenant Wings (ファイナルファンタジーXII レヴァナント・ウイング, Fainaru Fantajī Tuerubu Revananto Uingu) ist ein von Square Enix entwickeltes Echtzeitstrategiespiel für den Nintendo DS. Es ist der Nachfolger von Final Fantasy XII für die PlayStation 2. Das Spiel erschien in Japan im April 2007 und in Europa im Februar 2008.
Die Handlung des Spiels beginnt ein Jahr nach den Ereignissen von Final Fantasy XII. Der Protagonist Vaan ist mittlerweile ein Luftpirat geworden, der ein eigenes Luftschiff besitzt, und wird von seiner Freundin Penelo begleitet. Ihre „Schatzjäger-Abenteuer“ bringen sie zu dem fliegenden Kontinent Lemurés, wo die Geschichte beginnt.

## Spielprinzip
Revenant Wings ist ein Echtzeitstrategiespiel. Über die komplett mit dem Stylus kontrollierbare Steuerung können die Einheiten sowie die „Gruppenführer“ genannten Helden bewegt und befehligt werden. Verschiedene Angriffsarten (Nah-, Fern- und Luftkampf) und verschiedene Elemente (Feuer-, Wasser-, Erde-, Elektro- und Heilmagie) müssen im Kampf gegeneinander abgewogen und strategisch sinnvoll eingesetzt werden. Die Helden werden dabei von an speziellen Beschwörungsportalen herbeigerufenen „Espern“ unterstützt. Diese verfügen wie die Helden über eine Angriffsart und ein Element und können mit „Astralenergie“ aufgewertet werden. Im Spielverlauf erhält der Protagonist regelmäßig Auranithe. Mit diesen kann er über den „Ring des Paktes“ neue, immer mächtigere Esper binden, die dann während der Kampfeinsätze beschworen werden können. Aufgrund des höheren Preises gilt es jedoch auch hier, Kosten und Wirkung gut abzuwägen.
Zwischen den Kampfeinsätzen kann der Held auf der Weltkarte sowie auf seinem Luftschiff optionale Nebenmissionen annehmen, mit den anderen Spielfiguren sprechen, Gegenstände ein- und verkaufen sowie eigene Waffen schmieden.

## Handlung
Die Handlung beginnt ein Jahr nach den Geschehnissen von Final Fantasy XII. Vaan ist ein Luftpirat geworden und sucht nun nach einem Schatz. Zu Beginn besuchen er und Penelo Balthier und Fran in Bervenia. Dort entwenden sie den Schatz von Glabados und werden zur Flucht gezwungen, wobei Vaans Luftschiff zerstört wird. Doch zurück in Rabanastre erscheint ein geheimnisvolles Geisterschiff, das Vaan und seine Freunde zum sagenumwobenen Himmelskontinent Lemurés befördert. Doch die dortige Idylle trügt: Der Richter der Schwingen trachtet danach, Unheil über Lemurés und Ivalice zu bringen.

## Musik
Der Großteil der Musik stammt noch aus Final Fantasy XII. Anders als in Final Fantasy XII, ist die Musik komplett dynamisch und kontextabhängig. Jeder Track besitzt verschiedene Versionen, wie eine friedliche Version oder eine Schlacht-Version, die aktiviert werden, wenn sich die Aktionen ändern.

## Rezeption
Bis zum 13. Mai 2007 wurden von Revenant Wings 421.000 Einheiten in Japan verkauft.